# Pokrovka (Baixkíria)
Pokrovka — Покровка (rus) — és un poble de Baixkíria, a Rússia, que en el cens del 2010 tenia 169 habitants. Pertany al districte de Iermolàievo.